# 鴻瑋瀾山駅
座標: 北緯39度4分54.1秒 東経121度45分6.1秒 / 北緯39.081694度 東経121.751694度
鴻瑋瀾山駅（こういらんざん-えき）は中華人民共和国遼寧省大連市金州区に位置する大連地下鉄3号線（支線）の駅である。

## 駅構造
- 相対式ホーム2面2線を有する高架駅。

## 駅周辺
- 五一路

## 歴史
- 2008年12月28日 - 開業。

## 隣の駅
大連公交客運集団
■大連地下鉄3号線（支線）
通世泰駅 - 鴻瑋瀾山駅 - 東山路駅